# Schmetterlinge (film)
Pour plus de détails, voir Fiche technique et Distribution.
Schmetterlinge est un film allemand réalisé par Wolfgang Becker, sorti en 1988.

## Fiche technique
- Titre français : Schmetterlinge
- Réalisation : Wolfgang Becker
- Scénario : Wolfgang Becker et Ian McEwan
- Pays d'origine : Allemagne de l'Ouest
- Format : Noir et blanc
- Genre : drame
- Date de sortie : 1988

## Distribution
- Bertram von Boxberg : Andi
- Lena Boehncke : Kaja
- Dieter Oberholz : Charlie